# Planinska koča na Vojah
Planinska koča na Vojah (690 m n. m.) je horská chata, která stojí v údolí Voje v místech, kde končí les a začínají rozsáhlé pastviny. Přírodní zajímavostí v okolí je ledovcem vytvořené soutěska říčky Mostnice. Zajímavé jsou také vodopády Mostnice a Kropa. Chata byla otevřena 22. července 1982 a pojmenována po bohinjských jugoslávských partyzánech. Svůj současný název dostala v roce 1994, chatu vlastní a spravuje Slovinský horský spolek, PD Srednja vas z Bohinje.  

## Historie
Chata byla postavena v roce 1982 a pojmenována po bohinjských partyzánech. Svůj současný název získala v roce 1994.

## Přístup
- po silnici ze Staré Fužiny minibusem nebo autem (druhá půlka cesty je placená)
- po silnici ze Staré Fužiny na jízdním kole - ½ hodiny
- po  červené značce ze Staré Fužiny - 1 hodina

## Přechody
- po  červené značce na Koču pri slapu Mostnice - ¾ hodiny.
- po  červené značce na Kosijev dom na Vogarju přes Hudičev most - 2¼ hodiny.
- po  červené značce na Planinsku koču na Uskovnici přes Koču pri slapu Mostnice - 2¼ hodiny.
- po  červené značce na chatu Koču na Planini pri Jezeru (1453 m) přes Planinu Blato - 3 hodiny.

## Výstupy
- po  červené značce k vodopádu Slap Mostnice - 1 hodina